# Friedrich Zeitler
Friedrich Zeitler (* 20. August 1918 in Mitterteich; † 24. Juni 1984 ebenda) war ein deutscher römisch-katholischer Priester und Internatsdirektor.

## Leben
Friedrich Zeitler wurde als Sohn eines Schmiedemeisters und einer Bäuerin in Mitterteich geboren, wo er auch die ersten fünf Klassen der Volksschule besuchte. Seine Eltern schickten ihn daraufhin in ein kirchliches Internat nach Regensburg, an das Bischöfliche Knabenseminar St. Wolfgang. In Regensburg besuchte und absolvierte er das Alte Gymnasium. Im Anschluss daran trat er in das dortige Priesterseminar ein und begann ein Studium an der staatlichen Philosophisch-theologischen Hochschule. Dieses wurde durch einen Kriegseinsatz unterbrochen. Als Theologiestudent war Zeitler seit 1939 aushilfsweise als Präfekt in der Dompräbende der Regensburger Domspatzen tätig.
Nach Kriegsdienst und Kriegsgefangenschaft nahm er das Theologiestudium wieder auf und empfing am 29. Juni 1949 die Priesterweihe. Am 1. September 1953 wurde Zeitler zum Präfekten und Religionslehrer der neuerrichteten Internate der Dompräbende und des Domgymnasiums bestellt.
Im Frühjahr 1958 floh Zeitler in die Schweiz, um sich den polizeilichen Ermittlungen wegen „Unzucht mit Abhängigen“, nämlich Domspatzenschülern, zu entziehen. Nach seiner Rückkehr nach Deutschland wurde er im Mai 1959 zu drei Jahren Gefängnis verurteilt. Gemäß dem Urteil des Regensburger Landgerichts missbrauchte Zeitler mehrere Dom-Schüler über Jahre hinweg im Internat, auf Konzertreisen, auf Privatreisen, auf Wallfahrtsreisen und in der elterlichen Wohnung. Er habe „eine Anstalt von Weltruf aufs schwerste geschädigt“, hielt ihm der Staatsanwalt vor, ohne dass die „Domspatzen“ beim Namen genannt wurden. In der Internatsleitung folgte auf Zeitler der Geistliche Georg Zimmermann, der seinerseits wegen sexuellen Missbrauchs verurteilt wurde.
Nach seiner vorzeitigen Haftentlassung ging Zeitler wiederum in die Schweiz und war ab Oktober 1961 als Spiritual in einem Mädcheninternat in Chur tätig. Die letzten zwei Jahre vor seinem Tod 1984 wirkte er als Ruhestandspfarrer in seiner Heimatgemeinde Mitterteich.
In seinem autobiografischen Rückblick um 1960 lobte der seinerzeitige Domkapellmeister Theobald Schrems die Arbeit von Friedrich Zeitler, ohne auf dessen sexuelle Übergriffe und Verurteilung einzugehen.

## Zeitlers Taten in der Berichterstattung nach 2010
Im März 2010 wurden Zeitlers sexuelle Übergriffe vor 1959 landesweit in diversen Medien aufgegriffen. Ein Betroffener sprach von einem „regelrechten Harem“ Zeitlers im Domspatzeninternat und von wöchentlichen sexuellen Übergriffen. 2013 wurde bekannt, dass Zeitler bereits Ende der 1930er Jahre Domspatzen-Schüler in der Hauskapelle der Dompräbende missbrauchte. Im weithin beachteten ARD-Film „Sünden an den Sängerknaben“ wurden Zeitlers Taten und Verurteilung ebenfalls behandelt. Im Januar 2016 meldete sich der ehemaligen Domspatzen-Schüler und heutige Dirigent Lothar Zagrosek zu Wort und belastete Zeitler schwer. Dieser sei vor dem Domspatzeninternat bereits in einem anderen Knabenseminar sexuell übergriffig gewesen.